# Lepthyphantes kansuensis
Lepthyphantes kansuensis este o specie de păianjeni din genul Lepthyphantes, familia Linyphiidae, descrisă de Schenkel, 1936. Conform Catalogue of Life specia Lepthyphantes kansuensis nu are subspecii cunoscute.